# Jakub Bart-Ćišinski
Jakub Bart-Ćišinski (en allemand : Jacob Barth), né le 20 août 1856 à Kuckau et mort le 16 octobre 1909 à Panschwitz est un prêtre catholique et poète allemand de langue sorabe.

## Biographie
Jakub Bart-Ćišinski commença sa scolarité à Bautzen en Haute-Lusace. Il poursuivit ses études secondaires à Prague où il étudia la théologie de 1878 à 1881. Lors de son séjour à Prague, il est influencé par le poète Jaroslav Vrchlický.
Il revint en Allemagne et devint aumônier puis prêtre dans différentes paroisses de la Haute-Lusace en Saxe, notamment à Radibor, Schirgiswalde, à la cathédrale de Dresde et à Chemnitz.
Il fut avec le poète Handrij Zejler, les pionniers de la littérature et de la poésie en langue sorabe. Il écrivit des sonnets, des ballades, des drames et un roman "Narodowc une wotrodźenc" ("Patriote et renégat").
En 1875, il créait avec le  sorabe Arnost Muka l'association étudiante "Schadźowanka" qui devint le mouvement culturel de la jeunesse sorabe.
Il est enterré au cimetière du village d'Ostro.